# Mikalojus
Mikalojus ist ein litauischer männlicher Vorname, abgeleitet von Nikolaus.

## Personen
- Mikalojus Daukša (1527/1538–1613), Geistlicher, Humanist, Aktivist der Gegenreformation, Protagonist der litauischen Sprache und Kultur, Literat und Übersetzer
- Mikalojus Konstantinas Čiurlionis (1875–1911), Komponist und Maler
- Mikalojus Lukinas (1906–1987),  Forstwissenschaftler
- Mikalojus Kristupas Radvila (1549–1616), hochrangiger Funktionsträger in Polen-Litauen
- Mikalojus Radvila Rudasis (1512–1584),  Großkanzler und Großhetmann von Litauen